# Шеші
Шеші — фараон Нижнього Єгипту з Аваріса, другий правитель з XV династії.

## Життєпис
Фрагмент Туринського царського папірусу, де містилась більша частина інформації про Шеші, не зберігся, тому роки життя фараона невідомі.